# Vittanträsket
Vittanträsket är en sjö i Lycksele kommun i Lappland och ingår i Umeälvens huvudavrinningsområde. Sjön har en area på 1,53 kvadratkilometer och ligger 279 meter över havet. Sjön avvattnas av vattendraget Vittanbäcken (Sörbäcken).

## Delavrinningsområde
Vittanträsket ingår i det delavrinningsområde (713418-165273) som SMHI kallar för Utloppet av Vittanträsket. Medelhöjden är 302 meter över havet och ytan är 19,87 kvadratkilometer. Det finns inga avrinningsområden uppströms utan avrinningsområdet är högsta punkten. Vittanbäcken (Sörbäcken) som avvattnar avrinningsområdet har biflödesordning 3, vilket innebär att vattnet flödar genom totalt 3 vattendrag innan det når havet efter 130 kilometer. Avrinningsområdet består mestadels av skog (73 procent) och sankmarker (15 procent). Avrinningsområdet har 1,68 kvadratkilometer vattenytor vilket ger det en sjöprocent på 8,4 procent.